# Sphaerostephanos exindusiatus
Sphaerostephanos exindusiatus är en kärrbräkenväxtart som beskrevs av Holtt. Sphaerostephanos exindusiatus ingår i släktet Sphaerostephanos och familjen Thelypteridaceae. Inga underarter finns listade.